# Jacqueline Nsiah
Jacqueline Nsiah (geboren in Deutschland) ist eine frei schaffende Beraterin für Filmfestivals, Kunst und Kultur, die auch als Kuratorin in der Filmbranche arbeitet.

## Leben und Karriere
Jacqueline Nsiahs Eltern stammen aus Ghana, sie selbst lebte nach eigenen Angaben bis zu ihrem 21. Lebensjahr in Deutschland. Nachdem sie die Schule abgeschlossen hatte, absolvierte sie einen Bachelor in dem Fach Afrikastudien und Politik an der SOAS University of London. Danach ging sie an die Freie Universität Berlin. Dort schloss sie im Fach Visual and Media Anthropology ihr Studium mit einer Masterarbeit über ein Forschungsprojekt zu dem Thema Rückkehr ausgewanderter Ghanaer nach Ghana ab.
Nach eigenen Angaben beschäftigt sie sich seit 2008 beruflich mit Filmen. Sie besitzt eine große Erfahrung mit der Arbeit für Filmfestivals in diversen Positionen. Unter anderem war sie Co-Direktorin des Cambridge African Film Festival 2008, Produzentin des Real Life Documentary Film Festival in Accra, assistierende Produzentin des Rio International Film Festivals sowie Gast-Managerin in der Sektion Panorama bei einer Berlinale. Für das Goethe-Institut arbeitete sie als Projektreferentin einer Afrika-Filmplattform, außerdem ist sie Programmdirektorin der African Film Society in Ghana.
Jacqueline Nsiah wurde auch als Jurymitglied des Hauptstadtkulturfonds ernannt (Stand 2024).
Für die Berlinale 2025 bildet sie zusammen mit Jessica Kiang, Elad Samorzik und Mathilde Henrot das Auswahlkomitee, dem die Wahl der am Festival teilnehmenden Filme in den Sektionen Wettbewerb, Berlinale Special und Perspectives unterliegt. Vorher hatte sie bereits bei der Filmauswahl für die Sektion Forum der Berlinalen 2019 und 2023 mitgewirkt. Sie wurde außerdem auch zur Kokuratorin für die Forum-Sonderreihe Fiktionsbescheinigung sowie für die Berlinale 2024 zum Auswahlkomitee der Sektion Wettbewerb berufen.